# خطرناک (ترانه کسکادا)
«خطرناک» (به انگلیسی: Dangerous) تک‌آهنگی از کسکادا است که در سال ۲۰۰۹ میلادی منتشر شد.